# Karl Busch (Schriftsteller)
Karl Matthias Busch (Pseudonym: Karl Matthias Buschbecker; * 15. Juli 1899 in Trier; † 28. Mai 1942 in Berlin) war ein deutscher Journalist, Schriftsteller und Politiker (NSDAP).

## Leben
Karl Busch war der Sohn eines Gymnasiallehrers. Nach dem Besuch der Volksschule und des Humanistischen Gymnasiums wurde er 1915 zum Militärdienst eingezogen und nahm als Soldat am Ersten Weltkrieg teil, zuletzt als Leutnant beim Infanterie-Regiment Nr. 30. Während des Krieges wurde er viermal verwundet und mit dem Eisernen Kreuz I. und II. Klasse sowie mit dem Verwundetenabzeichen ausgezeichnet. Nach dem Kriegsende war er Freikorps-Offizier in Berlin, Schlesien und im Baltikum. 1923 wurde er durch ein französisches Kriegsgericht verurteilt.
Busch studierte Jura und Volkswirtschaftslehre an den Universitäten in Wien und Bonn.
In den 1920er Jahren begann Busch sich in der völkischen Bewegung zu betätigen: Von 1924 bis 1925 war er SA-Führer. Zum 11. Januar 1926 trat er der in die 1925 neugegründete NSDAP ein (Mitgliedsnummer 27.666). In dieser übernahm er Funktionärsaufgaben als Ortsgruppenleiter der Partei in Barmen. Ab 1929 war er Redakteur beim Völkischen Beobachter, dem Hauptblatt der NSDAP. In den folgenden Jahren gehörte er den Redaktionen weiterer Parteizeitungen an, so war er u. a. zeitweise Hauptschriftleiter der Schlesischen Tageszeitung. 
Ab März 1933 war Busch Abgeordneter des Preußischen Landtags. Er gehörte dieser Körperschaft bis zu ihrer Auflösung im Herbst 1933 an. Er war ein enger Vertrauter von Robert Ley und wurde 1933/34 Hauptschriftleiter des Zentralorgans der Deutschen Arbeitsfront Der Deutsche. Er wurde allerdings November 1934 von Adolf Hitler aus der Partei ausgeschlossen und erst zum 1. September 1939 wieder aufgenommen (Mitgliedsnummer 7.079.999). Später stieg Busch zum Leiter des Amtes für Propaganda und Presse der Organisation Kraft durch Freude auf und war Mitglied der Reichsleitung der NSDAP.
Karl Busch veröffentlichte neben journalistischen Arbeiten diverse nationalsozialistische Propagandaschriften, u. a. über die Aktivitäten der Organisation Kraft durch Freude. Daneben entstanden unter dem Pseudonym Karl Matthias Buschbecker zwei Romane, von denen der 1936 erschienene und bis in den Zweiten Weltkrieg mehrfach neu aufgelegte Band … wie unser Gesetz es befahl als typisches Beispiel für den nationalsozialistischen Roman über die Kampfzeit der Partei zwischen 1919 und 1933 gilt.

## Schriften
- … wie unser Gesetz es befahl. Buchmeister-Verlag, Berlin 1936 (unter dem Namen Karl Matthias Buschbecker).
- Unter dem Sonnenrad. Ein Buch von Kraft durch Freude. Verlag der DAF, Berlin 1938.
- Und doch schlägt das Herz an den Grenzen. Gutenberg, Berlin 1939 (unter dem Namen Karl Matthias Buschbecker).
- Nach den „Glücklichen Inseln“, Mit KdF. Flaggschiff „Robert Ley“… Zeitgeschichte-Verlag, Berlin 1940.

Diese Schriften wurden nach Kriegsende in der Sowjetischen Besatzungszone auf die Liste der auszusondernden Literatur gesetzt.